# Chaumont-Porcien
Chaumont-Porcien é uma comuna francesa na região administrativa de Grande Leste, no departamento Ardenas. Estende-se por uma área de 36,85 km². Em 2010 a comuna tinha 503 habitantes (densidade: 13,6 hab./km²).